# 渔户村站
渔户村站是昆明地铁5号线的地铁车站，位于中华人民共和国云南省昆明市西山区滇池路与前卫西路交叉口南侧，于2022年6月29日开通。

## 车站结构
渔户村站位于滇池路与前卫西路交叉口南侧，沿滇池路设置，呈南北走向，为地下两层岛式站台车站，车站长204.3米，车站地下一层为站厅层，地下二层为站台层，站台设置全高站台门。
| 地面              | 出入口 | A、B、D出入口                                                                                           |
| 地下一层          | 站厅   | 客服中心、自动售票机、验票机                                                                            |
| 地下二层          | 站台   | \| \| \| █ 5号线往世博园（迎海路） \| \| 島式 · 開左邊车门 \| \| \| \| \| \| █ 5号线往宝丰（兴体路） \| |
|                   |        | █ 5号线往世博园（迎海路）                                                                               |
| 島式 · 開左邊车门 |        | |
|                   |        | █ 5号线往宝丰（兴体路）                                                                                 |

## 出入口
渔户村站目前开放3个出入口，各出口及周围设施如下所示：
| 编号                  | 地点   | 建议前往的目的地 | 照片 |
| --------------------- | ------ | ---------------- | ---- |
| 出口 · A · 升降机标志 | 滇池路 | 民族村生活区     |      |
| 出口 · B              | 滇池路 | 怡景园度假酒店   |      |
| 出口 · D              | 滇池路 | 春涛花园小区     |      |
| 註： 設有             |        |                  |      |

## 接驳交通

### 公交车
- 七公里(滇池路)：24路，44路，106路，A1路，K25路

## 车站历史
本站工程名为滇池学院站，正式站名为渔户村站，以车站所处的原渔户村命名。
- 2019年8月5日，车站主体结构封顶[2]。
- 2022年6月29日，车站随5号线通车开通[1]。